# Moralina
Moralina es un municipio y localidad española de la provincia de Zamora y de la comunidad autónoma de Castilla y León.
La biodiversidad de su término municipal ha sido protegida por la Unesco con la figura de reserva de la biosfera transfronteriza bajo la denominación de Meseta Ibérica, por la Unión Europea con la Red Natura 2000 y por la comunidad autónoma de Castilla y León con la figura de parque natural, en estas dos últimas bajo la denominación de Arribes del Duero. La triple protección de este espacio natural busca preservar sus valores naturales, de gran valor paisajístico y faunístico, en el que destaca la presencia de aves como el buitre leonado, la cigüeña negra, el halcón peregrino, el alimoche, la chova piquirroja, el búho real, el águila real y el águila perdicera. Además, la notable conservación de este territorio le ha convertido en las últimas décadas en un punto de referencia del turismo de naturaleza.

## Toponimia
El topónimo Moral, según Riesco Chueca, responde a un modelo tradicional del área leonesa, consistente en un nombre de árbol en singular, femenino y con o sin artículo.
Así es frecuente La Moral, con o sin artículo, así como sus diminutivos, que preservan el género femenino, de tradición latina. En la provincia de Zamora son frecuentes los topónimos Moral, Moraleja o Moralina. El origen de todos ellos es el totémico Morus nigra o morera negra (latín mōrus, -i), aún denominado moral en gran parte del dominio lingüístico leonés. Este es un árbol de antigua tradición concejil, frecuentemente plantado ante muchas de las iglesias rurales. En la mayor parte de los casos, su forma diminutiva no suele aludir a un moral pequeño, sino a una población llamada Moral que es de menor rango que otra localidad del mismo nombre.
La referencia etimológica a árboles y plantas es algo que ocurre frecuentemente en la denominación de muchos pueblos sayagueses (Carbellino del carballo o roble; Luelmo del olmo; Fresno y Fresnadillo del fresno; Salce del sauce; Almeida del álamo; Moral de Sayago, Moralina y Moraleja del moral, Figueruela de la higuera, Sogo del saúco, etc). Podría ser la seña identificativa de algunos de los poblamientos celtas en la ribera norte del Tormes. Tal teoría podría ser discutible en algunos de los topónimos mencionados, al ser posibles otras opciones sin base vegetal.

## Geografía

Situación del municipio de Moralina en la provincia de Zamora

Moralina se encuentra situada en el suroeste zamorano. Dista 42 km de Zamora capital. 
Pertenece a la comarca de Sayago. Se integra dentro de la Mancomunidad Sayagua y el partido judicial de Zamora.
Su término municipal se encuentra dentro del parque natural de Arribes del Duero, un espacio natural protegido de gran atractivo turístico.
| Noroeste: Villardiegua de la Ribera | Norte: Villadepera | Noreste: Carbajosa         |
| Oeste: Torregamones                 |                    | Este: Salto de Villalcampo |
| Suroeste: Gamones                   | Sur: Luelmo        | Sureste: Moral de Sayago   |

### Entorno natural

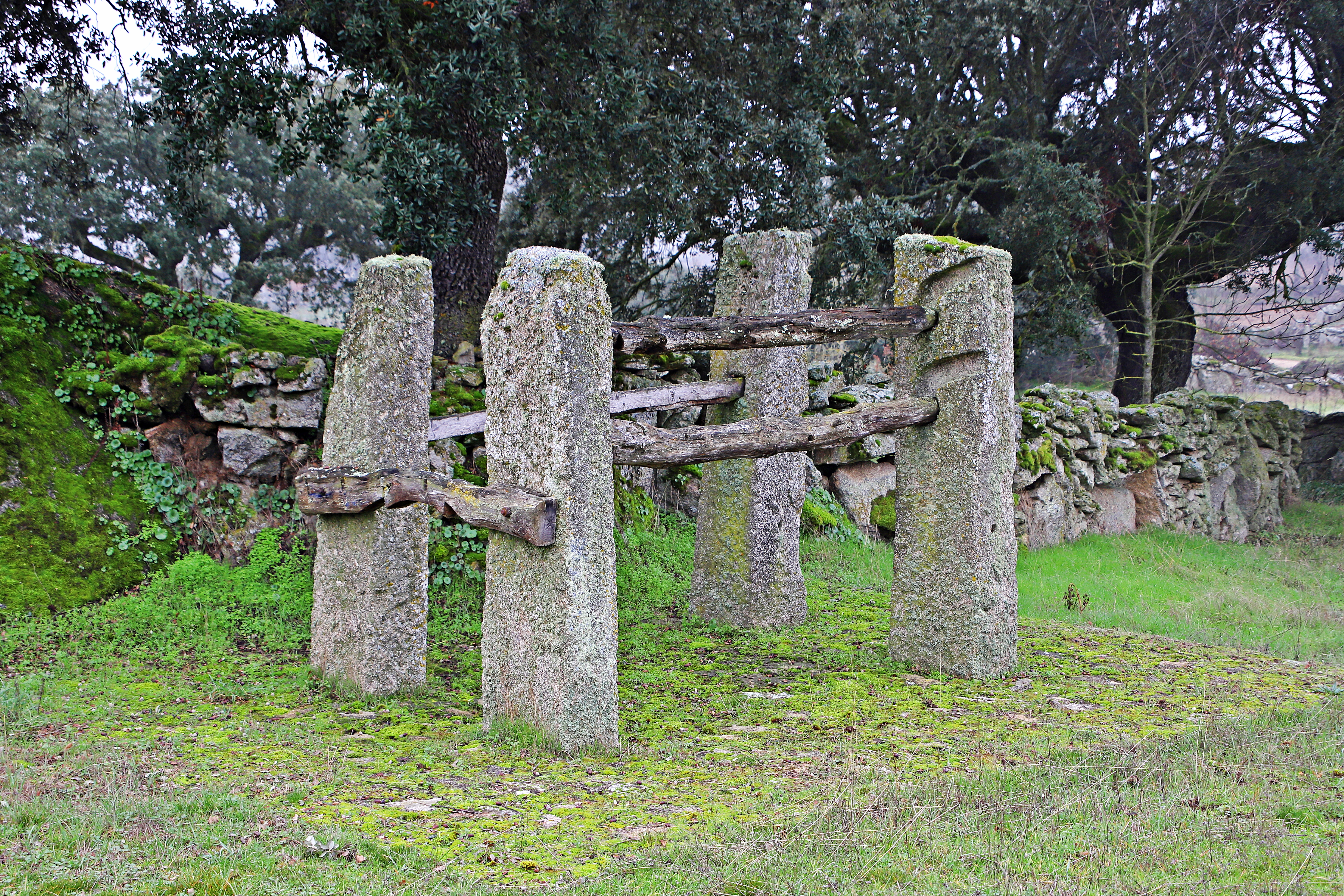
Potro de herrar

Moralina se encuentra en la zona de los arribes del Duero, condición que domina su paisaje. Gran parte del municipio pertenece al parque natural de Arribes del Duero. A lo largo de su término municipal podemos distinguir dos unidades paisajísticas:
- Penillanura, característica de la comarca sayaguesa, y que se compone de sucesiones de valles formadas por los riachuelos llamados riveras y colinas salpicadas de formaciones graníticas. Le confiere un carácter agreste y que ha dificultado los intentos de concentración parcelaria, por la irregularidad del terreno. Corresponde a la zona centro y oeste del municipio.
- Arribe, el entorno inmediato al río, con paredes de granito que generalmente superan los 50 metros de altura, creando un paisaje espectacular, aunque muy condicionado por las presas cercanas (Villalcampo y Castro), debido a las fluctuaciones en el nivel del río en función de la situación de ambas. Corresponde al extremo este del término.

Por lo tanto, el paisaje se convierte en uno de sus mayores atractivos turísticos.

## Historia

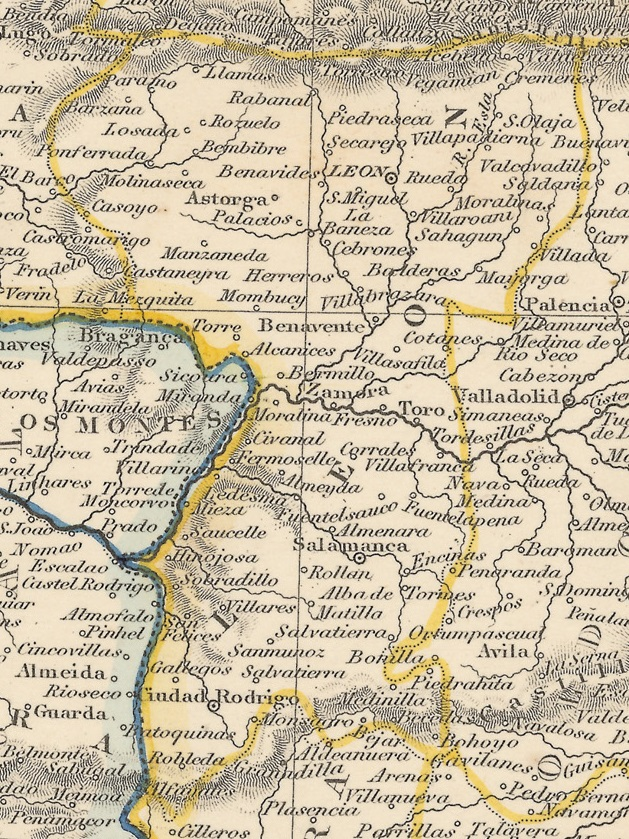
Detalle del mapa Spain and Portugal de 1850, por J. Dower, en el que se puede observar Moralina

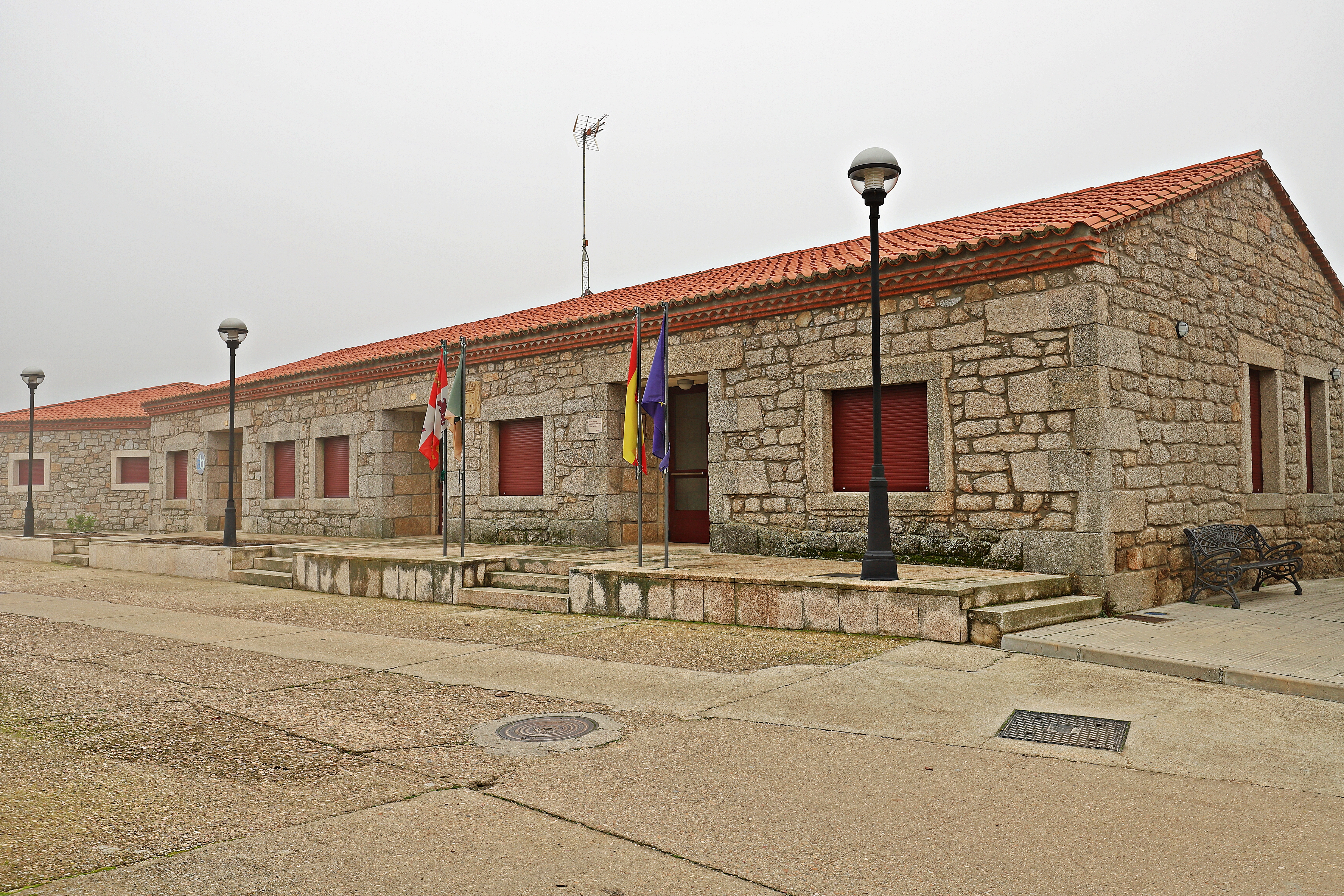
Ayuntamiento de Moralina

La presencia humana en el término de Moralina está atestiguada desde época romana, ya que se halla próxima al cruce de las calzadas romanas de Pino del Oro-Ledesma y Zamora-Miranda do Douro. Si bien no se han encontrado restos de asentamientos permanentes de esta época en el término, en el pago de los Témpanos y la finca de Rufino Galán, se encontró un sarcófago bien conservado que fue destinado al uso de pila.
Entre los siglos XII y XIII aparecen referencias documentales escritas de nuevos asentamientos con topónimos romances en Sayago. Entre esas referencias está la que en 1275 cita a Moralina —topónimo de notable influencia leonesa— al referirse a las posesiones del obispado zamorano. Estos enclaves se deben a un proceso colmatación del espacio y a la aparición de un poblamiento que se intercala entre los ancestrales, lo que muestra un proceso colonizador del espacio —posiblemente integrado dentro del proceso repoblador más amplio que emprendieron los reyes leoneses— pero que nunca fueron asentamientos totalmente ex novo. Además, llama la atención que estos asentamientos se nombraron con topónimos descriptivos de los árboles y arbustos del paisaje de cada lugar —como es el caso de Moralina— o con elementos relacionados con la ganadería. Al margen del dato documental —que cuando menos indica una fecha de partida— la existencia de Moralina es de al menos un siglo antes a la fecha documentada, pues en la iglesia se conserva un Cristo románico que data de la primera mitad del siglo XII.
En el siglo XIX, la división provincial de 1833 encuadró Moralina en la provincia de Zamora y la Región Leonesa, la cual, como todas las regiones españolas de la época, carecía de competencias administrativas. Un año después Moralina fue adscrita al partido judicial de Bermillo de Sayago.
Tras la constitución de 1978, Moralina pasó a formar parte en 1983 de la comunidad autónoma de Castilla y León, en tanto municipio adscrito a la provincia de Zamora. En 1983, tras la supresión del partido judicial de Bermillo de Sayago, Moralina fue integrada en el actual Partido Judicial de Zamora.

## Geografía humana

### Demografía
Cuenta con una población de 219 habitantes (INE 2024).
| Gráfica de evolución demográfica de Moralina entre 1842 y 2021                                                        |
| |
| Población de derecho según los censos de población del INE. Población de hecho según los censos de población del INE. |

Según el Instituto Nacional de Estadística, Moralina tenía, a 31 de diciembre de 2018, una población total de 263 habitantes, de los cuales 137 eran hombres y 126 mujeres. Respecto al año 2000, el censo refleja 378 habitantes, de los cuales 193 eran hombres y 185 mujeres. Por lo tanto, la pérdida de población en el municipio para el periodo 2000-2018 ha sido de 115 habitantes, un 31% de descenso.

## Símbolos

### Escudo
El escudo heráldico que representa al municipio fue aprobado el 30 de enero de 2001 con el siguiente blasón:

«En su parte derecha: En campo de oro, un moral de Sinople frutado de púrpura. En su parte izquierda: En campo de Sinople, un puente Mazonado de oro, por el que discurre un pequeño río con ondas de Plata y Azur, en la parte superior derecha una ermita de plata»
Boletín Oficial de Castilla y León nº 161 de 20 de agosto 2001

### Bandera
La bandera municipal fue aprobada también el 30 de enero de 2001 con la siguiente descripción textual:

«Asimismo, se acuerda aprobar la Bandera de Moralina, conforme al diseño que obra en el expediente y que ha sido confeccionada armonizando varios colores de su escudo heráldico»
Boletín Oficial de Castilla y León nº 161 de 20 de agosto 2001

## Administración y política

### Elecciones municipales
| Partido político                                              | 2019  | 2019  | 2019       | 2015  | 2015  | 2015       | 2011  | 2011  | 2011       | 2007  | 2007  | 2007       | 2003  | 2003  | 2003       |
| Partido político                                              | %     | Votos | Concejales | %     | Votos | Concejales | %     | Votos | Concejales | %     | Votos | Concejales | %     | Votos | Concejales |
| Partido Socialista Obrero Español (PSOE)                      | 46,60 | 96    | 3          | 80,97 | 183   | 6          | 55,83 | 158   | 4          | 61,01 | 169   | 4          | 77,65 | 198   | 6          |
| Partido Popular (PP)                                          | 50,49 | 104   | 4          | 16,81 | 38    | 1          | 39,58 | 112   | 3          | 37,55 | 104   | 3          | 20,00 | 51    | 1          |
| Ahora Decide                                                  | 2,43  | 5     | 0          | -     | -     | -          | -     | -     | -          | -     | -     | -          | -     | -     | -          |
| Agrupación de Electores Independientes Zamoranos (ADEIZA-UPZ) | -     | -     | -          | -     | -     | -          | 4,24  | 12    | 0          | -     | -     | -          | -     | -     | -          |

El alcalde de Moralina lo es sin dedicación exclusiva, lo que quiere decir que compatibiliza la alcaldía con otros trabajos, y cobra 84 euros en concepto de asistencia a reuniones (2017).

## Monumentos y lugares de interés
La ermita del Cristo de la Veiga se encuentra situada en el núcleo urbano, cerca de la ribera, y presenta una planta rectangular. Se encuentra desprovista de cualquier detalle ornamental, sin embargo cuenta con muros de cuidada mampostería de piedra de esta tierra. Sobre su fachada oeste se sitúa una espadaña coronada con un arco monolítico, del que cuelga una pequeña campana. Justo por debajo, se encuentra cegado el espacio que correspondía a una antigua ventana. En este templo se dio culto a al Cristo crucificado que le dio nombre, hoy custodiado en la iglesia parroquial. A sus orillas se acondicionó el viejo cementerio.

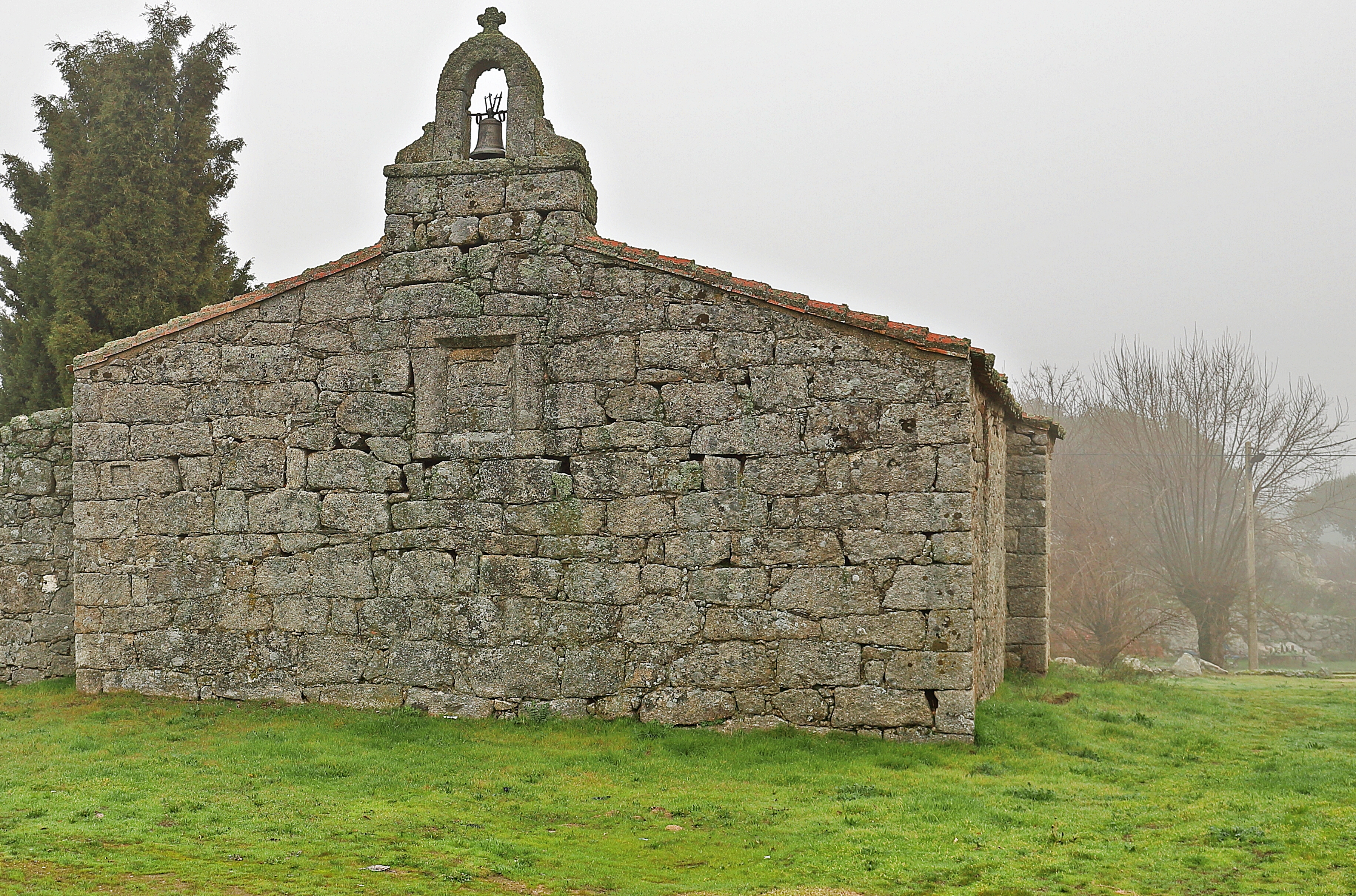
Ermita del Cristo de la Veiga

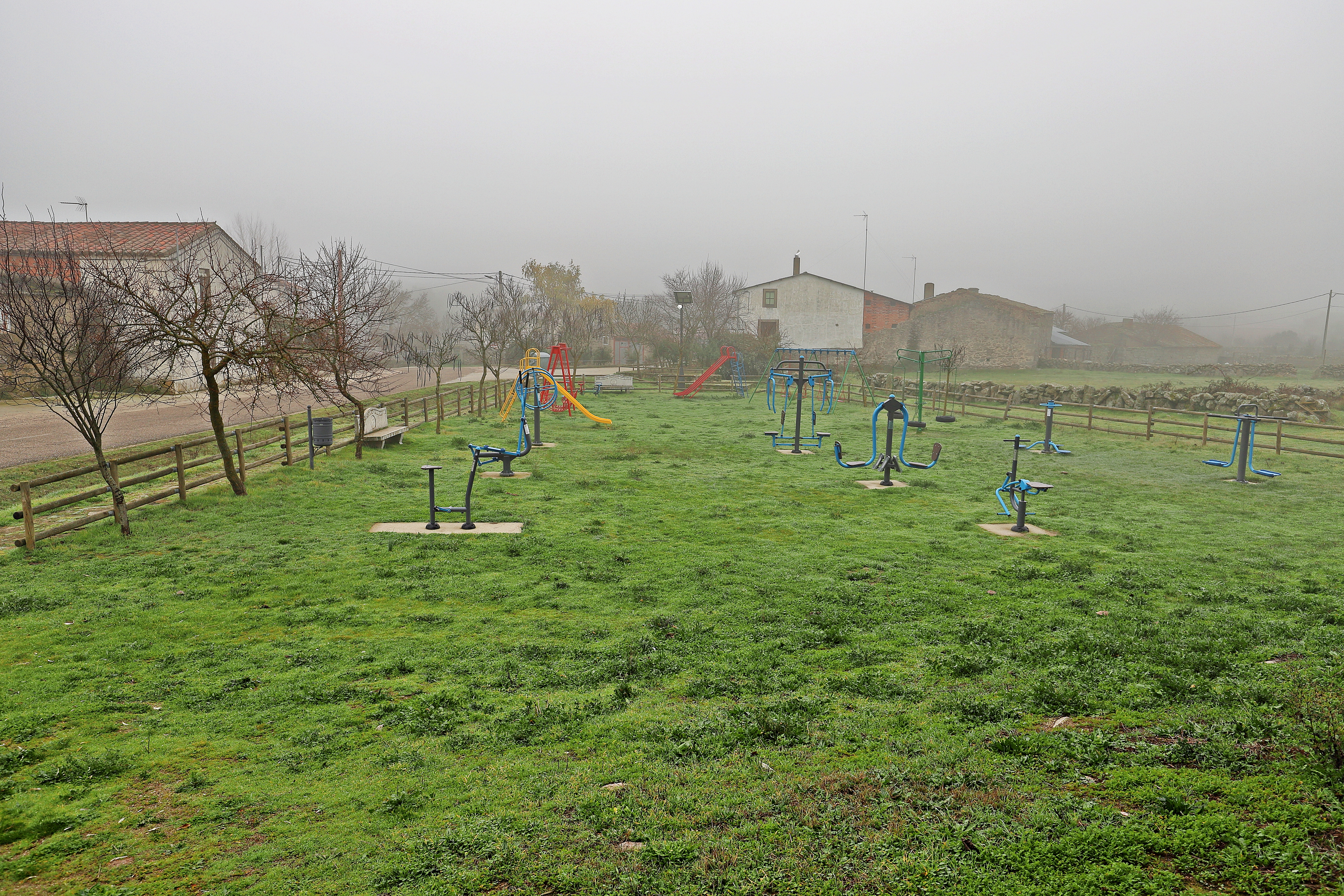
Parque

La iglesia parroquial de San Miguel destaca por su exterior, con cuidada fábrica de sillería de piedra de esta tierra. Como principales elementos sobresale la sobriedad y solidez de su campanario, rematado en forma triangular. Una cubierta boladiza da cobijo a la puerta de acceso, en la que destaca un sencillo arco de medio formado por grandes dovelas. Su interior es la suma de componentes arquitectónicos de diferente épocas, siendo las románicas las más antiguas, como los dos grandes arcos fajones de la nave, simple el uno y doblado el otro. En el siglo XVIII se alargó la cabecera, dejando espacio a otra capilla mayor y un nuevo arco para acceder a ella. Consta de varios retablos, entre los que destaca el principal de sobrio estilo barroco. A la izquierda, colgado de un muro, se encuentra la figura del Cristo de la Veiga de rudo estilo románico, con una talla erguida del Redentor ya fallecido.

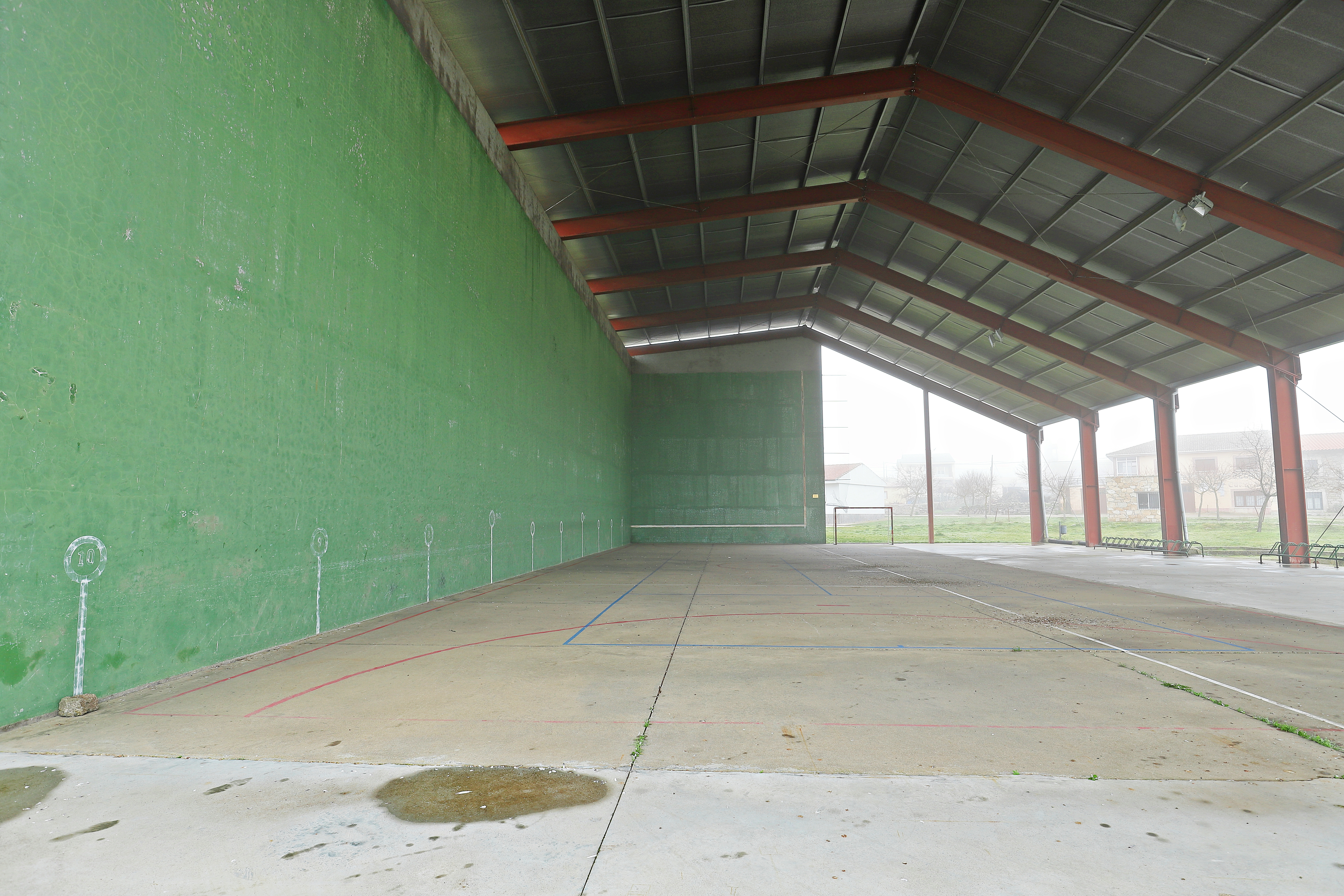
Frontón
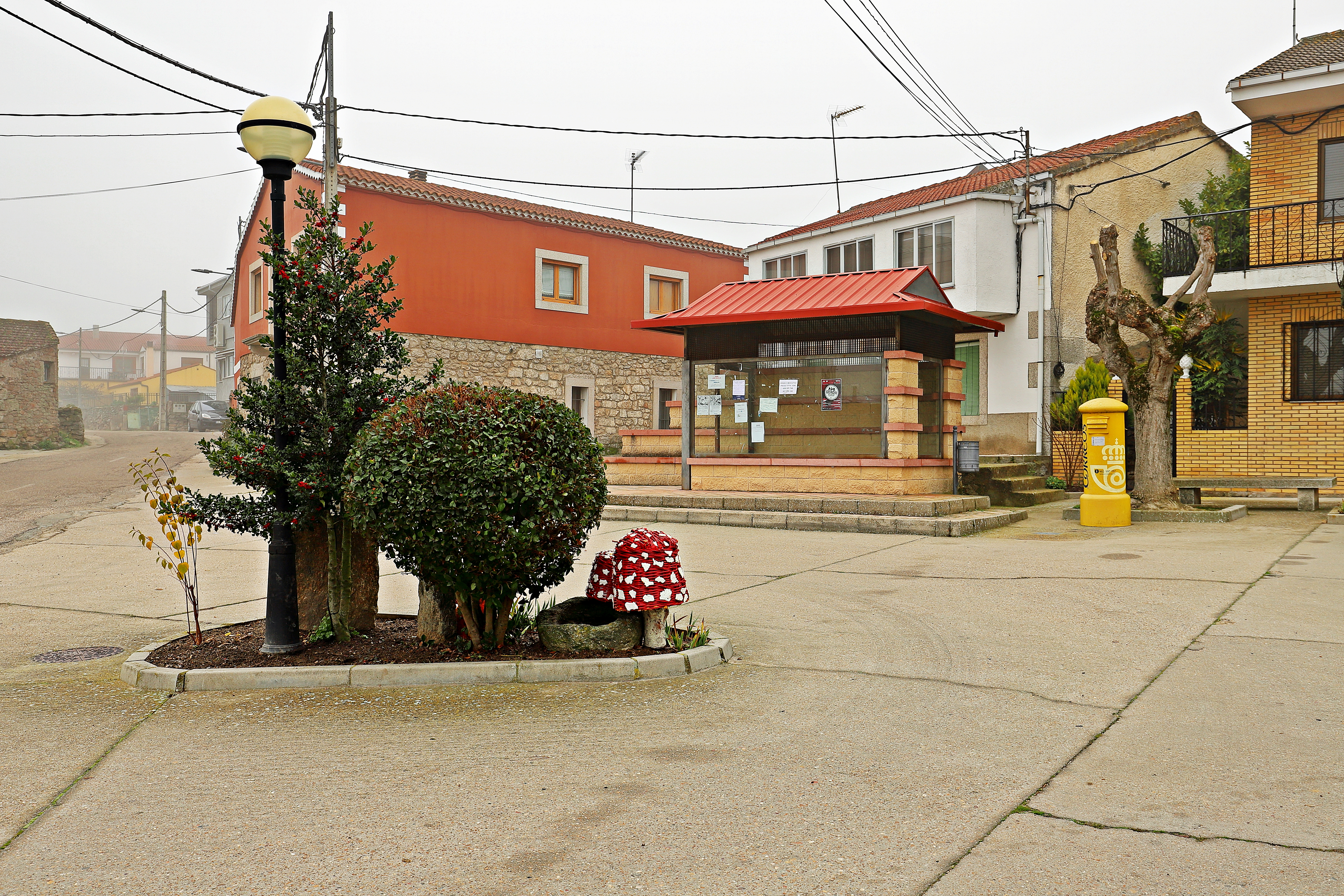
Parada
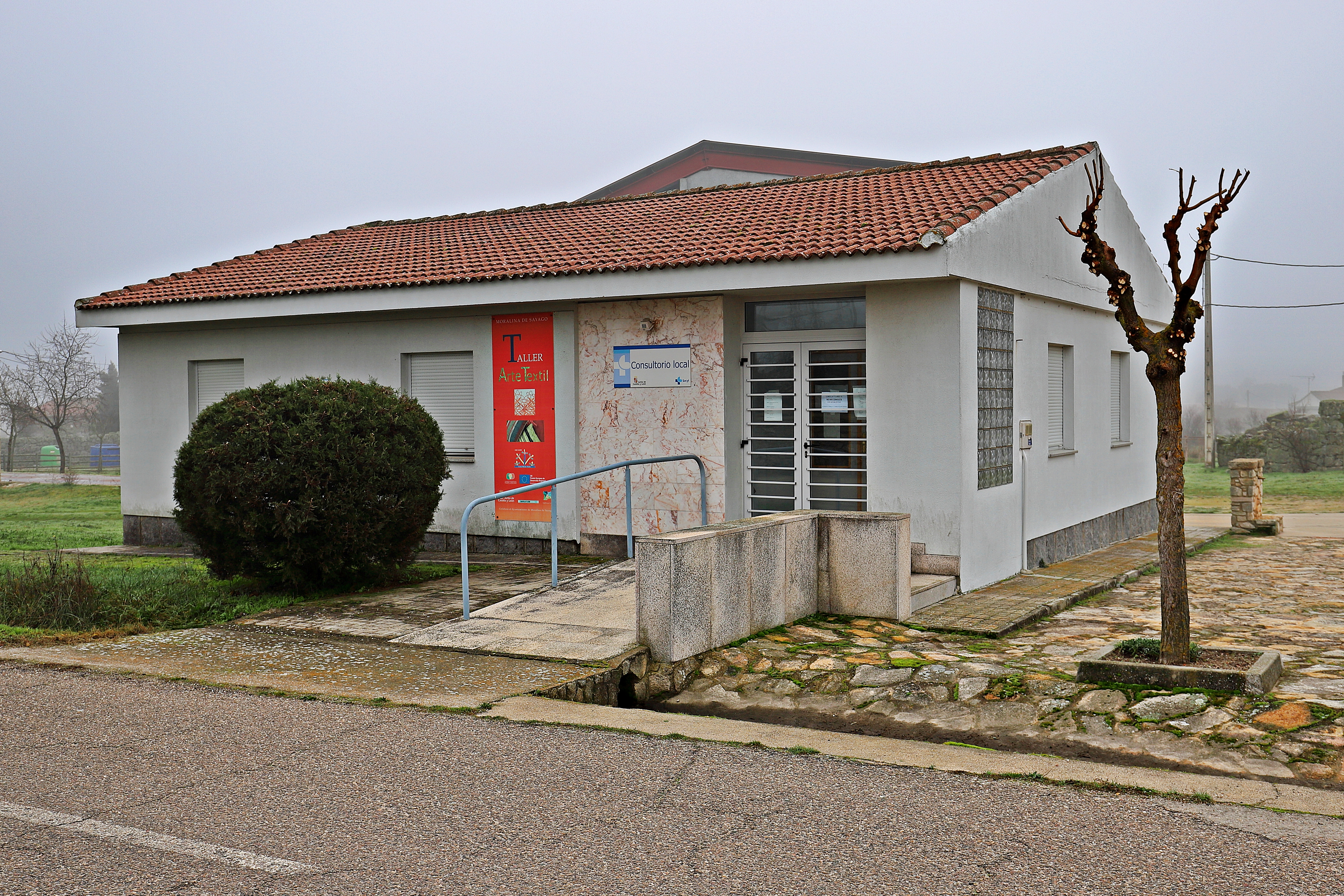
Consultorio
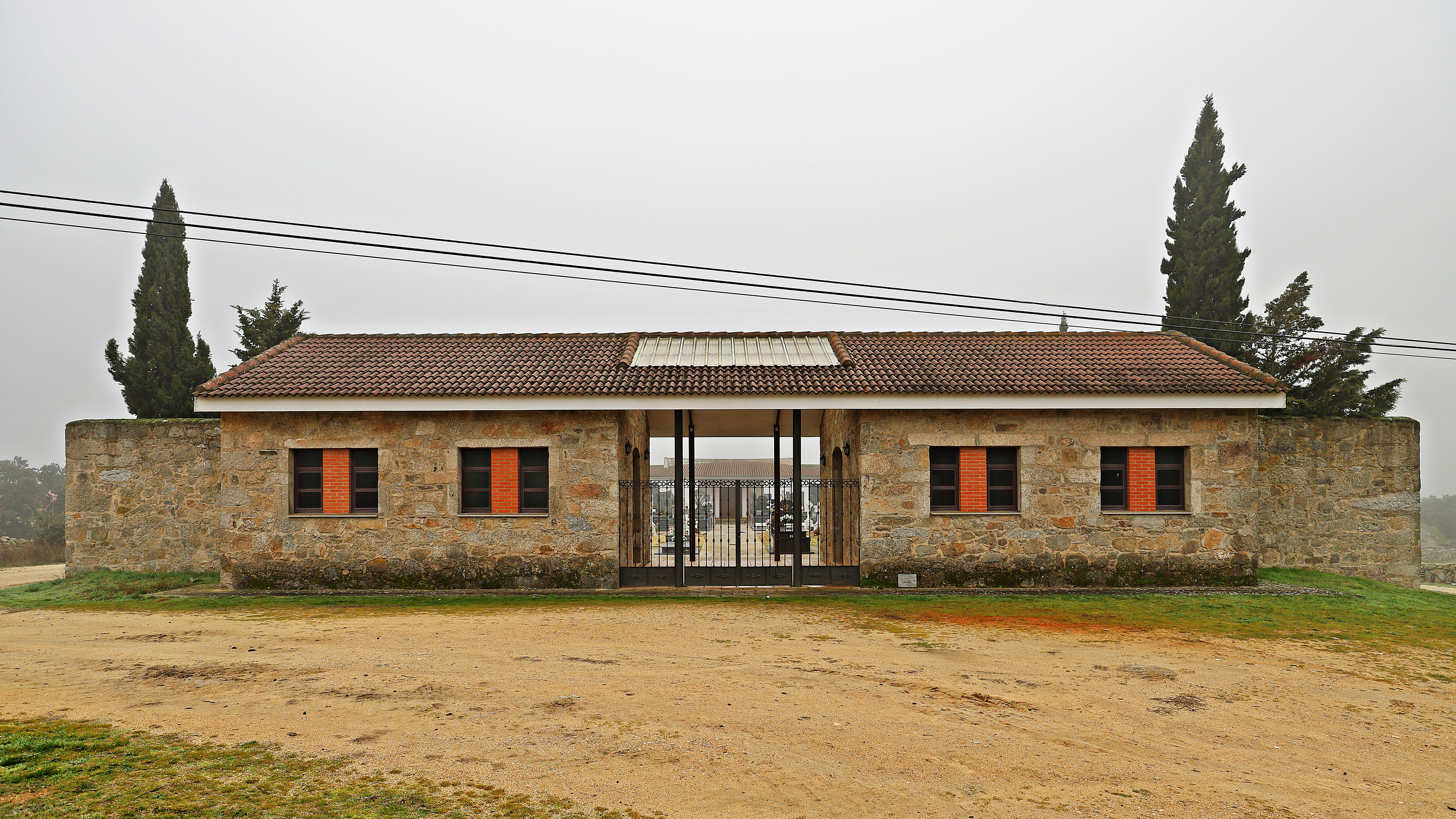
Cementerio
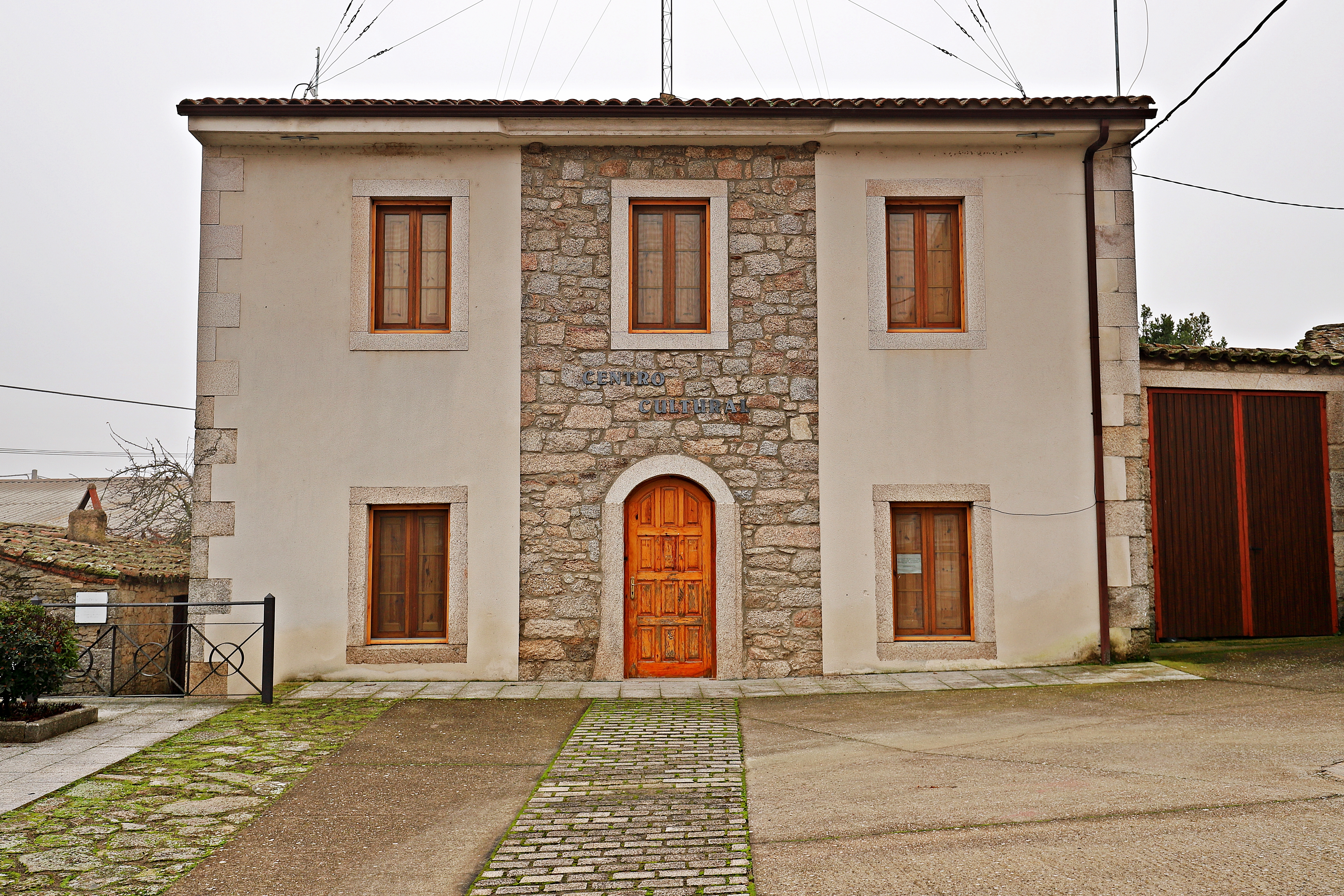
Centro cultural